# Wolf Kahlen
Wolf Kahlen (* 7. Januar 1940 in Aachen) ist ein deutscher Videopionier sowie Performance-, Objekt- und Medienkünstler. Außerdem wirkt er als Ausstellungskurator und ist emeritierter Professor der Technischen Universität Berlin. In den letzten Jahren betätigte er sich als Expeditionsleiter und Tibetforscher. Kahlen ist Buddhist. Er lebt und arbeitet in Berlin und Bernau bei Berlin.

## Werdegang
Wolf Kahlen begann 1960 ein Studium an der Werkkunstschule Braunschweig. Von 1961 bis 1964 studierte er das Fach Kunstpädagogik an der Hochschule der Künste (HDK) in Berlin, die er 1964 mit dem Staatsexamen als Kunsterzieher absolvierte, sowie an der Freien Universität Berlin Amerikanistik und Finnisch. Zwischendurch, 1962, war er Gaststudent am Ateneum in Helsinki im Bereich Graphik bei Aukusti Tuhka (August Tuhkanen). In diese Zeit fällt auch seine erste Einzelausstellung.
Von 1965 bis 1966 hielt er sich als Stipendiat des Deutschen Akademischen Austauschdienstes (DAAD) in den Vereinigten Staaten auf und studierte an der Columbia University New York und am renommierten Pratt Institute. In dieser Zeit machte er Bekanntschaften mit Rudolf Arnheim, Allan Kaprow, Marcel Breuer und Richard Tuttle, entwickelte plastische Grundstrukturen für Raumsegmente und konnte 1966 in der Goethe House Gallery New York die Ausstellung UMBILDER-ROTARIES verwirklichen.
1966 postulierte er auch für seine persönliche Arbeit:

„Jede menschliche Erfahrungsebene ist als Kunstebene ausbaufähig, d.h. wesentlich. Mich interessieren diese Ebenen, nicht mediale Baustoffe eines Kunstwerks.“

In 1966 erfolgte ein dreimonatiger Aufenthalt in Mexiko mit Studium der Archäologie und präkolumbianischer Kulturen, dazu Film- und Fotoarbeiten, Titel: Projektierte Architekturen „Environmental Sculptures for Mexiko“ (1967 fertiggestellt). 1969 wurde ihm der Villa-Romana-Preis verliehen mit einem Jahresaufenthalt in Florenz, Ende 1969 für die Villa Massimo in Rom. In dieser Zeit lernte er Künstler wie Mario Merz, Jannis Kounellis oder Robert Smithson kennen.
Aufbauend auf seinen New Yorker Erfahrungen mit dem neuen Medium Video begann er 1969 mit ersten Video-Arbeiten, jedoch gleich verbunden mit den europäischen und deutschen Konzepten, entgegen amerikanischer Videokunstpraxis. Wulf Herzogenrath schreibt dazu in seinem Werk „Videokunst in Deutschland 1963–1982“ (1982): „Daß gerade deutsche Künstler die Fernsehkiste aggressiv behandeln und als Objekt verändern wollen, wird durch weitere Künstlernamen belegt: Wolf Kahlen hat die Bildröhre verspiegelt und so den Raum des Betrachters zum Inhalt des Fernsehers gemacht – eine elegante Variante der frühen Fluxus-Geste, den Betrachter selbst zu aktivieren und ihn zum Objekt seiner Meditation und Betrachtung zu machen – oder einen Stein vor die Mattscheibe geklebt, so daß der Stein des Anstoßes vor dem Fernsehprogramm immer für den Betrachter sichtbar bleibt.“ Prozeßhaftes, Umkehrbares, Zeit, der Umgang mit vergänglicher Materie wie Klang, Licht oder später Staub bleiben wesentliche Bestandteile seiner Video-Filme, -installationen und -skulpturen.
1977 war er Teilnehmer der documenta 6 in den Bereichen Video und Metamorphosen des Buches. Er selbst bezeichnet sich häufig als „Intermedia artist“ oder „Medienbildhauer“, inzwischen gehört er zu den wichtigsten deutschen Videopionieren.

## Gründungsinitiativen
1970–71 erfolgte eine Initiative zur Gründung des Video-Forum für Künstlervideos in Deutschland beim Neuer Berliner Kunstverein. 1973 war Kahlen Mitbegründer der ADA-Aktionen der Avantgarde, anlässlich der Berliner Festwochen zusammen mit Wolf Vostell und den Leitern der Berlinischen Galerie, Jörn Merkert und Ursula Prinz.

## Ruine der Künste
1985 gründete Kahlen unter Mithilfe seines Sohnes, des Medien- und Klangkünstlers Timo Kahlen, in einer ehemaligen Villa in Dahlem die Ruine der Künste. Dieser Ausstellungsort zeigte bisher, neben multimedialen Exponaten von Kahlen, mehr als 400 Videoinstallationen und Klangskulpturen anderer Künstler, z. B. von Wojciech Bruszewski.
1988 erfolgte u. a. eine elfstündige Produktion Zeitansagen im eigens gegründeten Sender Ruine der Künste, der über den Sender Freies Berlin zu empfangen war.

## Wolf Kahlen Museum
2005 gründete Kahlen in Bernau bei Berlin das seinem Lebenswerk gewidmete Wolf Kahlen Museum als ein Intermedia Arts Museum. Es dient vorwiegend der Präsentation der eigenen Kunstwerke und ist in ähnlichem Sinne eine künstlerische Selbstinszenierung wie das Museo Vostell Malpartida des Künstlers Wolf Vostell oder die Instituts- und Archivgründungen von Künstlern im Bereich Fluxus und Mailart, die konzeptuell über ein reines Künstlermuseum hinausgehen.

## Tibet-Archiv Berlin
Der Buddhist Kahlen hatte bereits 1973 mit einem Studium der Sinologie begonnen, 1985 nahm er verstärkt Chinesisch- und Tibetstudien auf, die dann durch Videodokumentationen seiner Reisen in den Himalaya (Bhutan, Sikkim, Nepal, Indien, Mongolei, Tibet) auch die für sein Werk typische künstlerische Gestaltung erhielten.
1988 leitete er eine internationale Bhutan/Tibet-Expedition, unter anderem nach Lahaul und Spiti in Himachal Pradesh. Sie führte zu Entdeckungen von Pagoden und mittelalterlichen Eisenkettenbrücken, und von Ritualen des, wie Kahlen ihn nennt, Leonardo Tibets Thangtong Gyelpo, auch: Thangtong Gyalpo, (tib.: thang-stong rgyal-po)
Das Tibet-Archiv Berlin wurde dem Wolf Kahlen Museum eingegliedert. Die wissenschaftliche Auswertung der Expeditionen und Reisen steht weitgehend noch aus.

## Einzelausstellungen (Auswahl)
Kahlen veranstaltete zahlreiche Video- und Foto-Performances. Einzel- und Gruppenausstellungen in West- und Osteuropa, USA, Mittel- und Südamerika und in Asien, unter anderen:
- 1962: Zeichnungen und Grafik. Galerie Torni, Helsinki
- 1966: UMBILDER-ROTARIES. Goethe House Gallery, New York
- 1967: Hommage a McLuhan, Raumsegmente und Umbilder. Galerie Großgörschen, Berlin
- 1969: Raumsegmente 1964–1969. Haus am Lützowplatz, Berlin
- 1971: Konzepte und Reversible Prozesse in drei Stadien. Hamburger Kunsthalle
- 1971: Raumsegmente 1965–1971. Haus am Waldsee, Berlin
- 1971: Reversible Prozesse. Pinar Gallery, Tokyo
- 1975: 25 Video-Arbeiten, Zyklus Angleichungen. Haus am Lützowplatz, Berlin
- 1977: Zurück zum Sender – Return to Sender – Retour al Mittente. Galerie Richter, Berlin
- 1982: Arbeiten mit dem Zufall, den es nicht gibt. Neuer Berliner Kunstverein und Neue Galerie Aachen
- 1986: Video-Skulpturen 1969–1986. Galerie am Körnerpark, Berlin
- 1988: Lichtjahr 1988. Ruine der Künste, Berlin. Beitrag zu: Berlin – Kulturstadt Europa
- 1992: Ephemere Stücke. Museum für Ausländische Kunst, Riga; Galerie Mánes, Prag; Neuer Aachener Kunstverein
- 1996: Nothing But Dust.[11] Video-, photo-, sound- and dust-installations. Pekinger Kunstmuseum im Wanshou-Tempel (Beijing yishu bowuguan, Wanshou si); 1997: Ruine der Künste, Berlin; 1998: Kunstmuseum Shanghai; Turn Table Hong Kong; Goethe Institute Hong Kong; IT Park Gallery Taipei; German Cultural Center Taipei
- 1998: 365 Zeitansagen. Radiosender Freies Berlin
- 1999: Inhaling Time – Exhaling Space. Video-, photo-, sound- and dust-installations. IT Park Gallery Taipei; Huang Rui Studio Osaka
- 2010: VideoTapes 1969–2010. ZKM, Medienmuseum, Karlsruhe (Retrospektive zum 70. Geburtstag; Wanderausstellung: ZKM, Folkwang Museum Essen, WRO Art Center, Wrocław/Polen)[4][12]

## Ausstellungsbeteiligungen (Auswahl)
- 1969 Wilhelm-Morgner-Preis für experimentelle Kunst 1969, Soest
- 1974: Projekt '74, Köln
- 1977: documenta 6, Kassel
- 1980: Essener Videowochen
- 1982: Videokunst in Deutschland
- 1987: Biennale von São Paulo
- 2000: Video Sculpture in Germany, Center for Contemporary Art, Kiew
- 2004: Video Sculpture in Germany, National Gallery, Bangkok
- 2009: Kunst und Kalter Krieg – Deutsche Positionen 1945–1989, Germanisches Nationalmuseum, Nürnberg
- 2009: Art of Two Germanys/Cold War Cultures, Los Angeles County Museum of Art

## Einzelne Performances, Videoarbeiten, Netzkunst
- 1975: S.C.H.A.F.E.
- 2000: 1969 Selbst-los - Self-less 2000 Wolf Kahlen. – Berlin, 2000.
  - Ein dreiteiliges Online-Kunstwerk, signiert, dem Aufrufenden zum Geschenk gemacht. Jeder Aufruf trägt zur Zerstörung und zum Wiedererstehen des Werks bei. Bei jedem Aufruf entsteht ein Unikat. Der Sammler kann sich in eine Liste eintragen und dadurch zu einem neuen, virtuellen Ganzen der Stücke beitragen, das in einem virtuellen Museum lagert.

## Publikationen, Ausstellungskataloge
- Raumsegmente, Falten-Raumsegmente, Körper-Raumsegmente, Baum-Raumsegmente, Luft-Raumsegmente, Zeit-Raumsegmente, Wasser-Raumsegmente, Landschafts-Raumsegmente. (27. August – 19. September 1971 zu den Berliner Festwochen, Haus am Waldsee, Berlin). Haus am Waldsee, Berlin 1971. Vorwort: Klaus Honnef.
- ADA : Aktionen der Avantgarde, Berlin 1973. 9. September – 3. Oktober 1973, Akademie der Künste und Stadtgebiet Berlin; Robert Filliou, Wolf Kahlen, Mario Merz, Taka Iimura, Allan Kaprow, Wolf Vostell. Neuer Berliner Kunstverein e. V. in Zusammenarbeit mit dem DAAD und dem Berliner Festspielen. (Katalogred.: Jörn Merkert; Ursula Prinz). Neuer Berliner Kunstverein, Berlin 1973.
- 25 Video-Arbeiten. Zyklus Angleichungen. (Ausstellung im Haus am Lützowplatz Berlin ... vom 25. Oktober – 23. November 1975). Förderkreis Kulturzentrum, Berlin 1975.
- 5 Berliner Künstler in New York. Eberhard Blum, Josef Erben, Wolfram Erber, Jasper Halfmann, Wolf Kahlen. (DAAD-Galerie und Amerika-Haus 26. September – 8. November 1981). Berliner Künstlerprogramm des DAAD 1981.
- Wolf-Kahlen-Ausstellung von Licht-Be-Zeichnungen und Videoskulpturen. Im Amerika-Haus Berlin vom 26. September – 8. November 1981. DAAD, Amerika-Haus Berlin 1981.
- Arbeiten mit dem Zufall, den es nicht gibt. Neuer Berliner Kunstverein, 29. Oktober – 27. November 1982, Neue Galerie, Sammlung Ludwig, Aachen, 19. März – 18. April 1983. Neuer Berliner Kunstverein 1982. (Berliner Künstler der Gegenwart. 54). (Ausstellung und Katalog).
- Videoskulpturen 1969–1986. (Galerie im Körnerpark Berlin, anlässlich der Ausstellung vom 10. – 27. April 1986). Galerie am Körnerpark, Berlin 1986.
- (Über Zeit) Lichtjahr 19hundertdoppeltunendlich. Ruine der Künste, Berlin 1989, ISBN 3-927786-01-2
- Nichts als Staub. (Photos: Timo Kahlen u. a. Ausstellung des Goethe-Instituts Peking. Beijing Art Museum 6. – 17. Oktober 1996.) Beijing 1996.
- Pedres i píxels. Sala de Cultura „Sa Nostra“ de Formentera del 28 d'abril al 27 de maig de 2006 u. a. Fundació Sa Nostra. Catalèg textos: Walter Aue. Oktoberdruck, Berlin 2006, ISBN 84-96031-73-X.
- Das Geräusch der Zeit. Pixel, Staub und Klang. (21. Februar bis 12. April 2007, Galerie in der Schwartzschen Villa). Bezirksamt Steglitz-Zehlendorf, FB Kultur, Berlin 2007.
- VideoTapes 1969–2010. Edition Ruine der Künste, Berlin 2010, ISBN 978-3-927786-00-4. Enthält Dokumentationen zu 158 Videobändern. Mit einem Essay von Tilo Götz Regenbogen zum Gesamtwerk des Künstlers.

Tibetstudien
- Wolf Kahlen: The „Renaissance“ of Tibetan architecture in the 15th century by Thang-stong rGyal-po. In: Archív orientálni. ISSN 0044-8699, 62, 1994, S. 300–314.